# Daniel Rossi
Daniel Rossi (sinh ngày 4 tháng 1 năm 1981) là một cầu thủ bóng đá người Brasil.

## Sự nghiệp câu lạc bộ
Daniel Rossi đã từng chơi cho Kawasaki Frontale.

## Thống kê câu lạc bộ

### J.League
| Đội               | Năm       | J.League | J.League | J.League Cup | J.League Cup | Tổng cộng | Tổng cộng |
| Đội               | Năm       | Trận     | Bàn      | Trận         | Bàn          | Trận      | Bàn       |
| ----------------- | --------- | -------- | -------- | ------------ | ------------ | --------- | --------- |
| Kawasaki Frontale | 2000      | 8        | 1        | 5            | 0            | 13        | 1         |
| Tổng cộng         | Tổng cộng | 8        | 1        | 5            | 0            | 13        | 1         |